# Ray Lumpp
Pour les articles homonymes, voir Lumpp.
Raymond George Lumpp dit Ray Lumpp, né le 11 juillet 1923 à Brooklyn (New York) et mort le 16 janvier 2015 à Mineola (New York), est un joueur américain de basket-ball. Il évolue au poste d'arrière. 

## Palmarès
- Champion olympique 1948